# Hamgyŏng du Sud
Le Hamgyŏng du Sud ou Hamkyeung du Sud en français (en coréen : 함경남도, /ham.ɡjʌŋ.nam.do/) est une province de la Corée du Nord, située au centre-est du pays. Sa capitale de province est la ville de Hamhŭng.

## Histoire

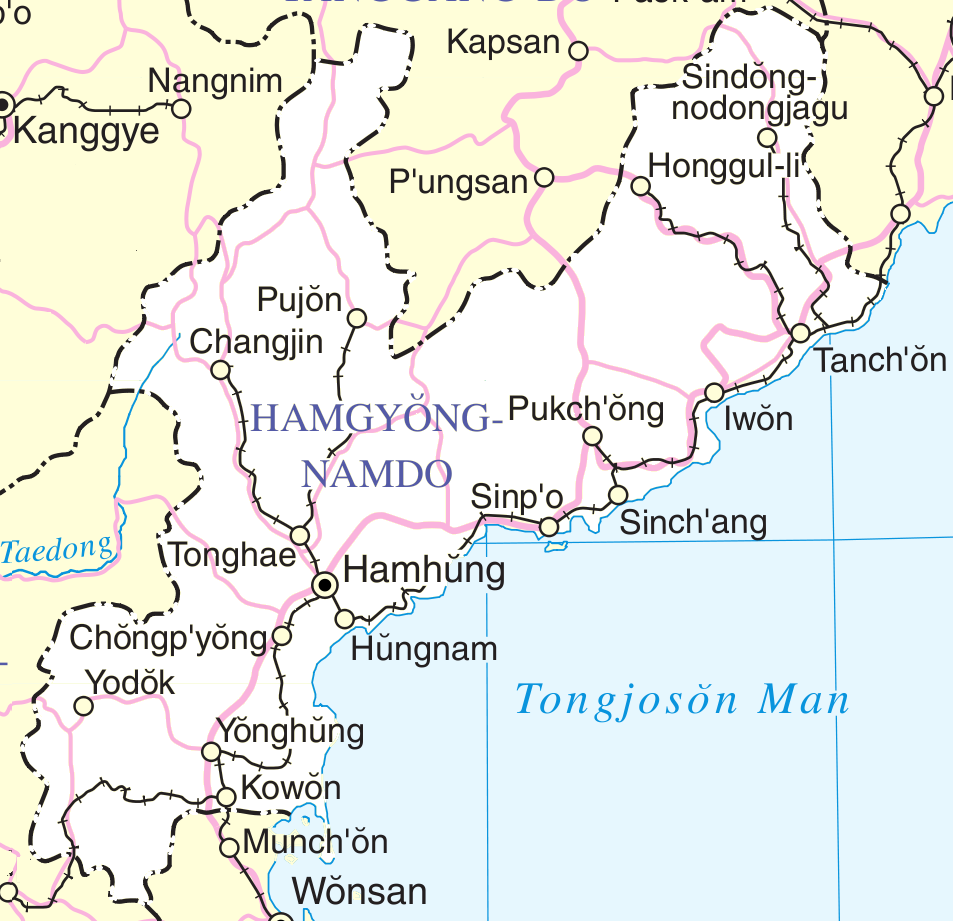
Carte détaillé de la province du Hamgyong du Sud (Corée du Nord)

Le Hamgyŏng était l’une des huit provinces de la Corée. Il porte cette appellation depuis 1509, formé à partir du début du nom de ses deux villes principales, Hamhŭng et Kyŏngsŏng. Le Hamgyŏng du Sud a été créé en 1896 à l’occasion du redécoupage administratif des provinces puis en 1954, le Ryanggang est formé à partir de la partie nord du Hamgyong du Sud.

## Géographie
Le Hamgyŏng du Sud avoisine le Kangwŏn au sud, le Pyŏngan du Sud à l’ouest, le Chagang et le Ryanggang au nord et le Hamgyŏng du Nord au nord-est. Elle borde la mer du Japon le long de sa côte est. La province s’étend autour du bassin de la rivière Sŏngchŏn qui se jette dans la mer à Hamhŭng. C’est une étroite bande de terre au bord de la mer du Japon qui s’élève doucement vers le haut plateau de Kaema, dominé par les chaines des monts Rangrim et Pujonryong. Elle culmine à 2 487 m d’altitude au Tuun-bong dans l’arrondissement de Pujon.

## Divisions administratives
La province est divisée en trois villes, deux districts et quinze arrondissements. Les chiffres de population donnés sont ceux du recensement de 2008.

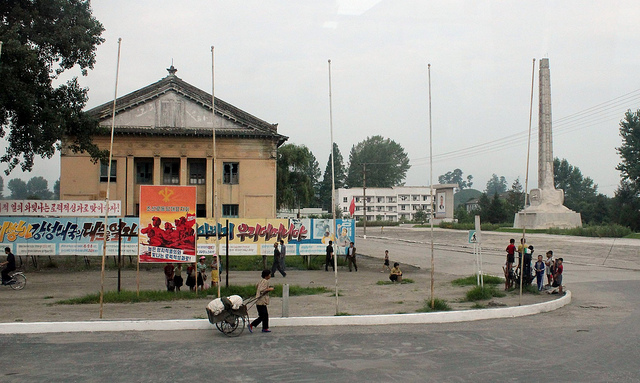
Le centre-ville de Kowŏn

### Villes
- Hamhŭng (en coréen : 함흥시), 768 551 habitants avec Hŭngnam
 C’est la deuxième plus grande ville du pays, elle est centrée sur la chimie et l’industrie. Elle produit en particulier du vinalon pour l’industrie textile[4]. C’est une ville universitaire avec une forte spécialisation en chimie et une importante école supérieure de médecine[5]. Elle a été largement détruite pendant la guerre de Corée.
- Tanch'ŏn-si (en coréen : 단천시), 345 875 hab.
 Ville minière, elle possède d’importantes ressources en minerais de cobalt et de fer[6]. La mine Jeunes Héros de Taehung à Komdok produit de la magnésie[7].
- Sinpho (en coréen : 신포시), 152 759 hab. 
C’est une ville portuaire orientée vers la pêche.

### Zones
- Sudong-ku (en coréen : 수동구), 95 716 hab. 
 Grande mine de charbon.
- Kŭmho-chigu, 37 430 hab. 
 Démembré de Sinpho en 1995, c'est le lieu de construction de la première centrale nucléaire du pays.

### Arrondissements
- Kŭmya-gun (en coréen : 금야군), 211 140 hab.

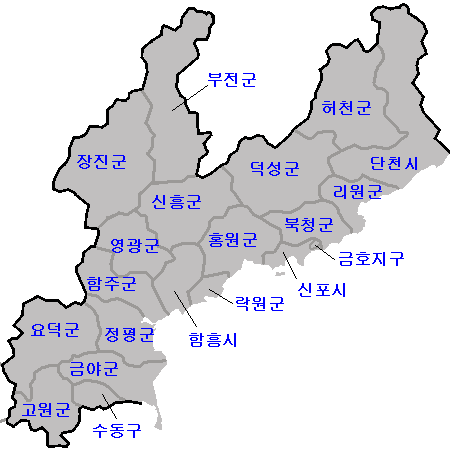
Divisions administratives du Hamgyang du Sud

- Chŏngp'yŏng-gun (정평군; 定平郡), 179 114 hab.
- Pukch'ŏng-gun (북청군; 北靑郡), 161 886 hab.
- Hongwŏn-gun (홍원군; 洪原郡), 142 910 hab.
- Hamju-gun (함주군; 咸州郡), 133 896 hab.
- Riwŏn-gun (리원군; 利原郡), 117 320 hab.
- Hŏch'ŏn-gun (허천군; 虛川郡), 104 731 hab.
- Sinhŭng-gun (신흥군; 新興郡), 104 002 hab.
- Yŏnggwang-gun (영광군; 榮光郡), 103 532 hab.
- Tŏksŏng-gun (덕성군; 德城郡), 97 617 hab.
- Kowŏn-gun (고원군; 高原郡), 94 963 hab.
- Changjin-gun (장진군; 長津郡), 64 681 hab.
- Ragwŏn-gun (락원군; 樂園郡), 60 700 hab.
- Pujŏn-gun (부전군; 赴戰郡), 48 351 hab. 
Région montagneuse autour du lac de Pujon, une retenue artificielle. La construction de ce barrage dans les années 1920 pendant l’occupation japonaise a couté la vie à 3000 employés à cause du manque de mesures de sécurité[8]. Ce plateau est situé à une altitude moyenne de 1490 m, il est riche en forêts. On y trouve des ours, des loutres et des plantes médicinales[9]. Il comprend une grosse fabrique de fécule de pommes de terre[10].
- Yodŏk-gun (요덕군; 耀德郡), 40 839 hab. 
Ici se trouve le plus grand camp de concentration nord-coréen.

## Culture et patrimoine
La province abrite treize trésors nationaux, essentiellement des temples bouddhistes. La villa royale et le château de Hamhŭng sont deux autres bâtiments remarquables. On y trouve aussi un musée d’histoire et un grand théâtre, ouvert en 1984.
Une réserve naturelle se trouve dans les marais de l’arrondissement de Kumya pour la protection des oiseaux migrateurs (grues, aigles, bécassines…). En montagne, les forêts du mont Chonbul (1 456 m) ont été classées en réserve naturelle (ours, léopards, lynxs, porte-muscs...).
Majon est un lieu de villégiature doté d’une grande plage. Il est situé au nord de Hamhŭng à Hŭngnam.

## Personnages célèbres
- Kwak Pom Gi (곽범기) secrétaire en chef du comité du Parti du Travail de Corée (PTC) pour la province du Hamgyong du Sud
- Thae Jong Su (태종수) (1936 - ), ancien secrétaire en chef du comité du Parti du Travail de Corée (PTC) pour la province du Hamgyong du Sud d'avril 2009 à juin 2010.
- Hong Song-nam (홍성남) ancien secrétaire en chef du comité du Parti du Travail de Corée (PTC) pour la province du Hamgyong du Sud de 2003 à mars 2009.
- Rikidōzan (1924-1963), catcheur professionnel